# Polyura andamanicus
Polyura andamanicus är en fjärilsart som beskrevs av Hans Fruhstorfer 1906. Polyura andamanicus ingår i släktet Polyura och familjen praktfjärilar. Inga underarter finns listade i Catalogue of Life.